# Casino (album, 2005)
Pour les articles homonymes, voir Casino.
 (août 2019).
Albums de Dany Brillant
Jazz... à La Nouvelle Orléans
(2004) Histoire d'un amour
(2007)
Casino est le premier album live de Dany Brillant, paru en 2005 chez Columbia Records.

## Titres
| 15 titres | 15 titres                            | 15 titres     | 15 titres       | 15 titres | 15 titres | 15 titres | 15 titres | 15 titres | 15 titres |
| No        | Titre                                | Paroles       | Musique         | Durée     |           |           |           |           |           |
| --------- | ------------------------------------ | ------------- | --------------- | --------- | --------- | --------- | --------- | --------- | --------- |
| 1.        | Ça l'fait... le Big Band             | Dany Brillant | Dany Brillant   | 5:11      |           |           |           |           |           |
| 2.        | Tu vuò fà l'americano                | Nisa (it)     | Renato Carosone | 3:11      |           |           |           |           |           |
| 3.        | Oui ! J'ai besoin de toi             | Dany Brillant | Dany Brillant   | 4:03      |           |           |           |           |           |
| 4.        | Un jour...                           | Dany Brillant | Dany Brillant   | 5:48      |           |           |           |           |           |
| 5.        | Fly Me To The Moon                   | Bart Howard   | Bart Howard     | 2:32      |           |           |           |           |           |
| 6.        | Dieu                                 | Dany Brillant | Dany Brillant   | 4:09      |           |           |           |           |           |
| 7.        | Garde la danse                       | Dany Brillant | Dany Brillant   | 4:24      |           |           |           |           |           |
| 8.        | Tout est dans les yeux               | Dany Brillant | Dany Brillant   | 4:19      |           |           |           |           |           |
| 9.        | Comme le jour et la nuit             | Dany Brillant | Dany Brillant   | 4:50      |           |           |           |           |           |
| 10.       | Je t'attends                         | Dany Brillant | Dany Brillant   | 5:08      |           |           |           |           |           |
| 11.       | Je voudrais tant que tu me donnes... | Dany Brillant | Dany Brillant   | 3:42      |           |           |           |           |           |
| 12.       | Suzette                              | Dany Brillant | Dany Brillant   | 7:51      |           |           |           |           |           |
| 13.       | Quand je vois tes yeux               | Dany Brillant | Dany Brillant   | 6:52      |           |           |           |           |           |
| 14.       | Tant qu'il y aura des femmes         | Dany Brillant | Dany Brillant   | 5:29      |           |           |           |           |           |
| 15.       | Dans les rues de Rome                | Dany Brillant | Dany Brillant   | 5:01      |           |           |           |           |           |
| 72:38     |                                      |               |                 |           |           |           |           |           |           |

## Musiciens
- Basse, contrebasse électrique : Christophe Le Van
- Batterie : Stéphane Vera
- Buggle : Christian Martinez, Philippe Slominski
- Chœurs : François Constantin, Christian Martinez
- Clarinette : Frédéric Couderc
- Claviers : Frédéric Gaillardet
- Flûte : Frédéric Couderc
- Guitares : Dany Brillant
- Percussions : François Constantin
- Saxophone : Thierry Farrugia, Frédéric Couderc
- Trombone : Bernard Camoin, Jean-Christophe Vilain
- Trompette : Christian Martinez, Philippe Slominski
- Direction d'orchestre : Christian Martinez

## Classement
| Pays                         | Meilleure position |
| ---------------------------- | ------------------ |
| Belgique (Wallonie Ultratop) | 28                 |
| France                       | 11                 |